# Hebe annulata
Hebe annulata é uma espécie de planta do gênero Hebe.